# Menachem Porusch

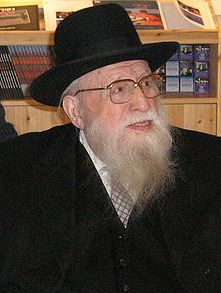
Menachem Porusch (Mai 2009)

Menachem Porusch (hebräisch מנחם פרוש‎, * 2. April 1916 in Jerusalem; † 22. Februar 2010 ebenda) war ein israelischer charedischer („ultra-orthodoxer“) Rabbiner und Politiker.

## Biografie
Nach dem Schulbesuch absolvierte ein jüdisches Studium an der Jeschiwa „Etz Haim“ und war danach als Journalist tätig. Als solcher war er zunächst von 1932 bis 1938 Reporter für die Tageszeitung Hareidi im Ausland.
Nach der Gründung des Staates Israel war er von 1949 bis 1963 Redakteur bei der Hörfunkanstalt Kol Israel sowie kurzzeitig von 1950 bis 1951 Redakteur der Zeitung HaMevaser. Zugleich engagierte er sich gesellschafts- und sozialpolitisch und war nicht nur Gründer eines Netzwerks von Kindertagesstätten sowie einer Gründer und Funktionäre der Bildungseinrichtung „Independent Education“.
Seine politische Laufbahn begann er 1954 mit seiner Wahl zum Mitglied der Zentralverwaltung der ultra-orthodoxen Partei Agudat Jisra’el, deren Vorsitzender er 1955 wurde.
Am 30. November 1959 wurde er als Kandidat der Agudat Jisra’el, die Teil des Wahlbündnisses Religiöse Thora Front (Hazit Datit Toratit) war, erstmals zum Abgeordneten der Knesset gewählt, der er zunächst nach seinen Wiederwahlen 1961, 1965, 1969 und 1974 bis zum 23. November 1975 angehörte. Während dieser Zeit war er zumeist Mitglied der Ausschüsse für Verfassung, Recht und Justiz sowie für Erziehung und Kultur.
Menachem Porusch war außerdem zwischen 1969 und 1974 Vize-Bürgermeister von Jerusalem und damit Stellvertreter von Teddy Kollek. In dieser Zeit gründete er 1973 auch Kiryat HaYeled, ein Zentrum für die Erziehung ultra-orthodoxer jüdischer Kinder, und wurde 1977 auch alternierender Vorsitzender des Nationalen Zentrums von Agudat Jisra’el.
Am 13. Juni 1977 wurde er erneut zum Abgeordneten der Knesset gewählt und vertrat dort bis zum 28. Juni 1994 zunächst wieder die Interessen von Agudat Jisra’el und dann zuletzt Vereinigtes Thora-Judentum (Yahadut HaTorah HaMeukhedet), eine Allianz aus Agudat Jisra’el und Degel haTora. Zwischen 1977 und 1984 war er nicht nur Vorsitzender des Ausschusses für Arbeit und Wohlfahrt, sondern auch Mitglied des Ausschusses der Knesset für Nationale Gesundheit.
Vom 24. Juni 1984 bis zum 2. Dezember 1985 war er Vizeminister für Arbeit und Soziale Wohlfahrt in der Regierung von Ministerpräsident Schimon Peres.
In den folgenden Jahren gehörte er den Knessetausschüssen für Auswärtige Angelegenheiten und Verteidigung, Finanzen, Inneres und Umwelt sowie dem Ausschutz gegen Drogenmissbrauch als Mitglied an, ehe er vom 19. November 1990 bis zum 13. Juli 1992 wiederum Vizeminister für Arbeit und Soziale Wohlfahrt im Kabinett von Ministerpräsident Jitzchak Schamir war.
Als langjähriger Vorsitzender der Agudat Jisra’el war er bekannt als Führer der ultra-orthodoxen Minderheit in der jüdischen Gemeinschaft, der sich vehement gegen eine Säkularisierung in Israel sowie für die Durchsetzung einer strikten jüdischen Gesetzgebung einsetzte. Seinen Einfluss machte er auch nach seinem Rückzug aus dem politischen Leben 1994 weiterhin als Organisator großer Demonstrationen geltend, wie zum Beispiel zur Schließung einer Hauptverkehrsstraße durch ein ultra-orthodoxes Viertel in Jerusalem am Sabbath oder bei einer Massendemonstration gegen das Oberste Gericht nach Urteilen, die einerseits das Öffnen von einigen Geschäften am Sabbath, zum anderen nicht-orthodoxen Rabbinern die Entscheidung über die Konversion zum Judentum erlaubten. Begraben wurde er auf dem Har HaMenuchot.
Sein Sohn Meir Porusch ist ebenfalls Mitglied der Knesset und war Vizeminister für Wohnungsbau und Bauwesen.